# Michael Bemben
Michael Bemben (ur. 28 stycznia 1976 w Rudzie Śląskiej) – niemiecki piłkarz występujący na pozycji obrońcy. Posiada także obywatelstwo polskie.

## Kariera
Bemben treningi rozpoczął w Górniku Zabrze. Potem wyemigrował z rodziną do Niemiec Zachodnich i tam kontynuował juniorską karierę w klubach SpVg Bönen oraz Hammer SpVg. W 1995 roku przeszedł do rezerw VfL Bochum, a w 1998 roku został włączony do jego pierwszej drużyny, występującej w Bundeslidze. Zadebiutował w niej 13 września 1998 w wygranym 1:0 meczu z Borussią Dortmund. W sezonie 1999/2000 spadł z klubem do 2. Bundesligi. W następnym awansował z powrotem do Bundesligi, ale po jednym sezonie ponownie spadł do niższej ligi. Sezon 2001/2002 zakończył się kolejnym awansem do Bundesligi. W pierwszej drużynie Bochum spędził siedem lat. W tym czasie rozegrał tam 122 spotkania i zdobył 3 bramki.
W 2005 odszedł do Rot-Weiss Essen, grającego w Regionallidze Nord i w sezonie 2005/2006 wywalczył z nim awans do 2. Bundesligi. Następny sezon zakończył się dla drużyny Bembena spadkiem z ligi. Wówczas przeniósł się do Unionu Berlin, z którym w sezonie 2008/2009 awansował z Regionalligi Nord do 2. Bundesligi.
16 czerwca 2010 roku Bemben podpisał kontrakt z Górnikiem Zabrze. W jego barwach występował przez trzy sezony i po edycji 2012/13 trafił do Wuppertaler SV.